# Qiu Ju da guan si
Qiu Ju da guan si é um filme de drama chinês de 1992 dirigido por Zhang Yimou. 
Foi selecionado como representante da China à edição do Oscar 1993, organizada pela Academia de Artes e Ciências Cinematográficas.

## Elenco
- Gong Li
- Lei Kesheng
- Liu Peiqi
- Ge Zhi Jun
- Ye Jun
- Yang Liu Chun